# Pedranópolis
Pedranópolis es un municipio brasileño del estado de São Paulo. Se localiza a una latitud 20º14'51" sur y a una longitud 50º06'37" oeste, estando a una altitud de 475 metros. La ciudad tiene una población de 2.558 habitantes (IBGE/2010) y área de 260,2 km². Pedranópolis pertenece a la Microrregión de Fernandópolis.

## Geografía
Posee un área de 260,2 km².

### Demografía
Datos del Censo - 2010
Población Total: 2.558
- Urbana: 1.591
- Rural: 967
- Hombres: 1.314[5]
- Mujeres: 1.244

Densidad demográfica (hab./km²): 9,83
Mortalidad infantil hasta 1 año (por mil): 10,43
Expectativa de vida (años): 74,42
Tasa de fertilidad (hijos por mujer): 1,91
Tasa de Alfabetización: 86,14%
Índice de Desarrollo Humano (IDH-M): 0,778
- IDH-M Salario: 0,661
- IDH-M Longevidad: 0,824
- IDH-M Educación: 0,848

(Fuente: IPEAFecha)

### Clima
El clima de Pedranópolis puede ser clasificado como clima tropical de sabana (Aw), de acuerdo con la clasificación climática de Köppen.

### Hidrografía
- Arroyo del Marinheiro
- Río de las Piedras

### Carreteras
- SP-320

## Administración
- Prefecto: José Roberto Martins(2009/2012)
- Viceprefecto: Belizário Ribeiro Donato
- Presidente de la cámara: Aguinaldo Coelho (2009/2010)

## Religión
El Cristianismo está presente en la ciudad de la siguiente manera:

### Iglesia Católica
La iglesia católica del municipio forma parte de la Diócesis de Jales.

### Iglesia Protestante
En la ciudad están presentes las más diversas creencias evangélicas, principalmente pentecostales, incluidas las Asambleas de Dios de Brasil (la iglesia evangélica más grande del país), Congregación Cristiana, entre otras. Estas denominaciones están creciendo cada vez más en todo Brasil.